# Dominus ac Redemptor

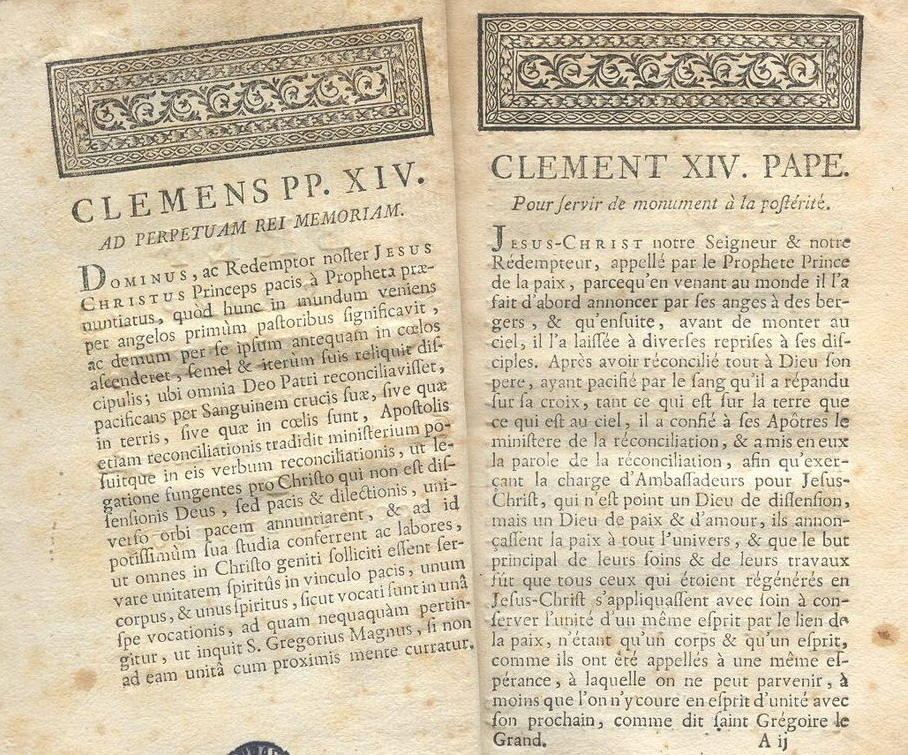
Erste Seite der päpstlichen Aufhebungsurkunde Dominus ac Redemptor vom 21. Juli 1773 in Latein und Französisch

Dominus ac Redemptor (deutsch Herr und Erlöser) ist ein apostolisches Schreiben, das am 21. Juli 1773 von Papst Clemens XIV. verkündet und mit dem die Gesellschaft Jesu aufgelöst wurde.
Die Aufhebung des Jesuitenordens geschah auf Druck der französischen, spanischen und portugiesischen Politik, weil die Könige das jesuitische Monopol für den Unterricht und Lehre im Sinne des aufgeklärten Absolutismus brechen wollten. Bereits zuvor hat es in den drei Ländern Verbote und weitere Maßnahmen gegen die Jesuiten gegeben.
Mit der von dem Papste Pius VII. verfassten Bulle Sollicitudo omnium ecclesiarum vom 7. August 1814 wurde der Jesuitenorden wieder hergestellt.

## Inhalt
Das Dokument ist fünfundvierzig Absätze lang.
Im einleitenden Absatz gibt Clemens XIV. den Ton an: Unser Herr ist als „Fürst des Friedens“ auf die Erde gekommen. Diese Mission des Friedens, die den Aposteln übertragen wurde, ist eine Pflicht der Nachfolger des Heiligen Petrus, eine Verantwortung, die der Papst erfüllt, indem er Institutionen fördert, die den Frieden begünstigen, und andere, die den Frieden behindern, wenn nötig, beseitigt. Nicht nur dann, wenn ein Orden schuldig geworden ist, kann es gerechtfertigt sein, ihn zu unterdrücken, auch wenn es um die Harmonie und den Frieden in der Kirche im weiteren Sinne geht. Als Präzedenzfälle nennt er die Aufhebung der Humiliaten durch Pius V. im Jahr 1571, die Aufhebung des Regulierten Ordens der Heiligen Ambrosius und Barnabas am Hain durch Urban VIII. und die Aufhebung des Ordens des Heiligen Basilius von Armenien durch Innozenz X.
Es folgt ein langer Abschnitt, in dem Clemens XIV. die Gründe aufzählt, die seiner Meinung nach für das Aussterben der Gesellschaft Jesu sprechen mit folgenden Erläuterungen: 
- Es wird eine lange Liste von Anschuldigungen gegen die Gesellschaft aufgezählt.
- Er erinnert daran, dass die Gesellschaft in ihrer Geschichte heftiger Kritik ausgesetzt war.
- Er erinnert an den Kummer, den frühere Päpste durch die Auseinandersetzungen unter den Katholiken über die jesuitische Lehre verursacht haben.

In einem letzten, eher technischen Abschnitt verkündet Clemens XIV. das eigentliche Urteil über die Aufhebung der Gesellschaft Jesu. Es werden einige Bestimmungen für die Umsetzung des Befehls festgelegt.
Obwohl die Gesellschaft Jesu als Bedrohung für den Frieden dargestellt wird, wird sie unterdrückt, aber nicht ausdrücklich verurteilt. 

## Umsetzung
Ein zweites Schreiben Gravissimis ex causis vom 16. August 1773 setzte eine Kommission von fünf Kardinälen ein, die mit der Aufgabe betraut wurde, die Jesuiten zu informieren und die zahlreichen praktischen Probleme zu lösen, die durch die päpstliche Aufhebung entstanden waren. Zwei Tage später wies der Vorsitzende der Kommission, ein Kardinal, in einem Schreiben alle Bischöfe der Kirche an, den Brief in jedem Haus, jeder Residenz oder Schule der Jesuiten in Anwesenheit der versammelten Gemeinschaft der Jesuiten zu verkünden und zu veröffentlichen. Diese ungewöhnliche Vorgehensweise führte zu einer Reihe von Problemen, da es 22 589 Jesuiten, 49 Provinzen, 669 Kollegs und über 3000 Missionare gab. Hunderte von Schulen wurden geschlossen oder anderen Orden oder dem Staat übertragen.
Nichtkatholische Länder wie Preußen und Russland untersagten den Bischöfen die Verkündigung des Briefes und wiesen die Jesuiten an, ihre akademischen Aktivitäten fortzusetzen, als ob nichts geschehen wäre. 